# 博伊科韋 (扎波羅熱州)
47°50′27″N 36°5′14″E / 47.84083°N 36.08722°E
博伊科韋（烏克蘭語：Бойкове）是位於烏克蘭東南部的村莊，由扎波羅熱州扎波羅熱区的泰爾努瓦泰市鎮負責管轄。該村面積1.59平方公里，海拔高度136米，2001年人口111，人口密度每平方公里69.7人。